# Arthur Mapp
Arthur Mapp (ur. 6 listopada 1953) – brytyjski judoka. Brązowy medalista olimpijski z Moskwy.
Urodził się na terenie dzisiejszego Belize. Zawody w 1980 były jego jedynymi igrzyskami olimpijskimi – część państw zachodnich zbojkotowała imprezę w proteście przeciw radzieckiej inwazji na Afganistan, brytyjscy sportowcy wystartowali pod flagą olimpijską. Zdobył brązowy medal w kategorii open. Był medalistą, w tym złotym, mistrzostw Wielkiej Brytanii.